# Spjuttjärnen, Dalarna
Spjuttjärnen är en sjö i Mora kommun i Dalarna och ingår i Dalälvens huvudavrinningsområde.